# Petr Nečas
Pour les articles homonymes, voir Nečas.
Petr Nečas [ˈpɛtr̩ ˈnɛtʃas] est un homme d'État tchèque membre du Parti démocratique civique (ODS), né le 16 novembre 1964 à Uherské Hradiště. Il est président du gouvernement entre 2010 et 2013.
Né en Moravie, il étudie la physique à l'université Jan Evangelista Purkyně de Brno, puis travaille jusqu'en 1992 dans le secteur privé.
Cette année-là, il est élu député au Conseil national sous les couleurs de l'ODS, auquel il appartient depuis 1991. Il devient vice-ministre de la Défense en 1995, puis président de la commission de la Défense de la Chambre des députés l'année suivante. Il est désigné vice-président du Parti démocratique civique en 1999 et échoue trois ans plus tard à en prendre la direction.
En 2006, le nouveau président du gouvernement Mirek Topolánek le désigne vice-président du gouvernement et ministre du Travail et des Affaires sociales. Il démissionne avec l'ensemble du cabinet trois ans plus tard.
À deux mois des élections législatives de mai 2010, il est porté par intérim à la présidence de l'ODS après que Topolánek a été contraint d'y renoncer pour des déclarations controversées. S'il est devancé par les sociaux-démocrates, Petr Nečas est en mesure de mettre en place une coalition de centre droit et d'accéder à son tour à la présidence du gouvernement. Il est ensuite confirmé comme président de l'ODS.
Son mandat est marqué par les accusations de corruption et la rupture d'Affaires publiques (VV), plus petit parti de la majorité. Après des révélations concernant des abus de pouvoir de sa directrice de cabinet, il démissionne en juin 2013 et cède le pouvoir un mois plus tard à l'indépendant Jiří Rusnok.

## Formation et carrière
Il achève ses études secondaires en 1983 à Uherské Hradiště, puis intègre l'université Jan Evangelista Purkyně de Brno, où il obtient cinq ans plus tard un diplôme de sciences physiques.
Il travaille ensuite dans le secteur de la recherche et développement pour la société Tesle à Rožnov pod Radhoštěm jusqu'en 1992.

## Parcours politique

### Débuts
Il adhère au Parti démocratique civique (ODS) de Václav Klaus, parti libéral tchèque issu du Forum civique (OF), en 1991. Lors des élections législatives de juin 1992, il est élu député au Conseil national.
En 1995, il est désigné premier vice-ministre au ministère de la Défense, alors que Klaus assume la direction du gouvernement tchèque.

### Cadre de l'ODS
À la suite des élections législatives de 1996, il quitte l'administration pour prendre les fonctions de président de la commission de la Défense et de la Sécurité de la Chambre des députés. Après le scrutin anticipé de 1998, il est désigné premier vice-président du groupe parlementaire de l'ODS, renvoyé dans l'opposition. Il devient en 1999 vice-président du Parti démocratique civique.
En 2002, il est élu vice-président de la commission des Affaires européennes de la Chambre après la tenue des élections législatives. Il postule ensuite à la présidence de l'ODS mais est battu par son concurrent Mirek Topolánek, qui le devance de seulement 11 voix et le confirme comme vice-président.

### Ministre du Travail
Bien qu'il soit davantage spécialisé en politique étrangère, il est choisi le 4 septembre 2006 par Topolánek comme vice-président du gouvernement et ministre du Travail et des Affaires sociales dans son premier cabinet, finalement pas investi. Topolánek parvient ensuite à former une coalition gouvernementale avec deux autres partis et, profitant de défections dans l'opposition, reçoit finalement l'investiture parlementaire le 9 janvier 2007.
Il perd son poste avec la démission du gouvernement le 24 mars 2009, consécutive à l'adoption d'une motion de censure du Parti social-démocrate tchèque (ČSSD). Il gère les affaires courantes jusqu'au 8 mai.

## Président du gouvernement

### Élections législatives

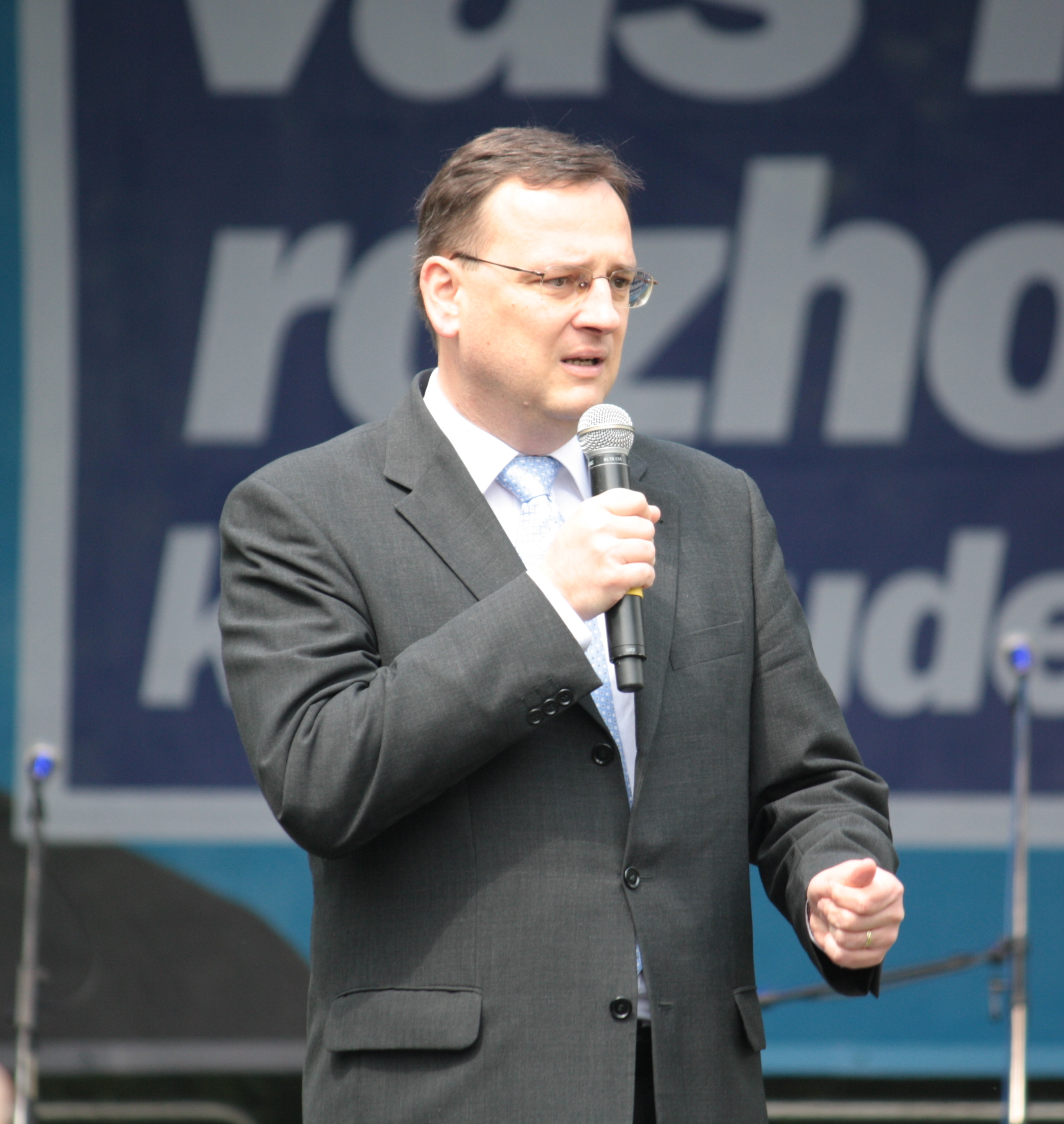
Petr Nečas en campagne le 23 mars 2010.

Le 12 avril 2010, il prend par intérim la présidence du Parti démocratique civique après que Mirek Topolánek a été contraint d'y renoncer, en raison de ses propos controversés concernant le manque de courage du président du gouvernement Jan Fischer, en raison de ses origines juives, et du ministre des Transports Gustáv Slamečka (en), du fait de son homosexualité ; et de son appel à « botter le derrière » des Tchèques votant pour le Parti social-démocrate. L'ODS se trouve alors dans une situation délicate, déstabilisé par l'émergence d'un nouveau parti de centre droit, TOP 09.
À une semaine du scrutin, le parti passe sous la barre des 20% d'intentions de vote alors qu'il est devancé depuis des mois dans les sondages par le Parti social-démocrate.
Au cours du scrutin, le Parti démocratique civique remporte 20,2 % des voix et 53 députés sur 200. Il passe ainsi à la deuxième place des forces politiques tchèques derrière le ČSSD, enregistrant un recul de 15 points et la perte de 28 sièges en quatre ans. La bonne performance de TOP 09 et la percée du petit parti Affaires publiques (VV) permettent cependant au centre droit de totaliser 118 mandats sur les 200 de la Chambre des députés.

### Chef de l'exécutif

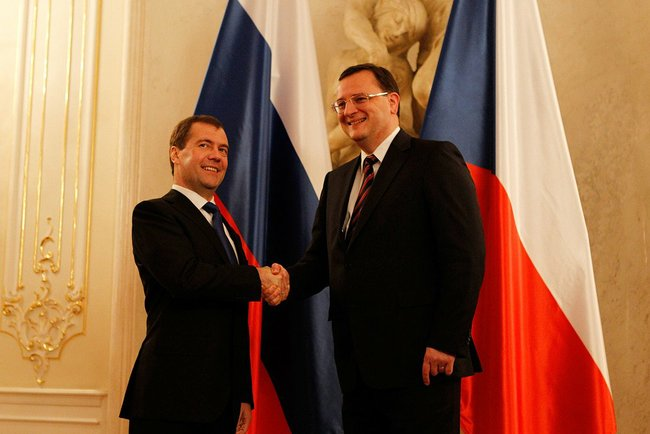
Petr Nečas et Dmitri Medvedev en 2011.

Le 4 juin, moins d'une semaine après la tenue du scrutin, Nečas est invité par le président de la République Václav Klaus à « mener des négociations sur la scène politique » afin de former un exécutif bénéficiant du « soutien majoritaire au sein de la Chambre des députés » et l'invite à lui remettre son rapport deux semaines plus tard. En réponse, le dirigeant par intérim de l'ODS s'engage à « travailler très durement, assidûment et systématiquement » pour proposer « un projet gouvernemental viable ». Le 20 juin, le 21e congrès de l'ODS le porte formellement à la présidence du parti par 87% des voix.
Environ trois semaines plus tard, le chef de l'État nomme le 27 juin Petr Nečas président du gouvernement, à la tête d'une coalition réunissant l'ODS, TOP 09 et VV. Leurs 118 sièges au sein de la chambre basse du Parlement sont perçus par Klaus comme « un chiffre irréel, inouï », qualifiant cettet majorité d'« incroyablement confortable ». Le nouveau chef de l'exécutif bénéficie d'un délai de 30 jours pour faire connaître la liste de ses ministres.
Les trois partis, pressés par Klaus, présentent officiellement leur programme et la composition du gouvernement le 13 juillet suivant. Cette équipe de 15 ministres, exclusivement masculine et dont la moitié des membres n'a jamais exercé aucune responsabilité ministérielle, s'engage ainsi à conduire « les plus profondes réformes des systèmes sociaux, de santé et des retraites depuis la chute du communisme ». La réforme des retraites prévoit ainsi une hausse des cotisations mais une baisse des pensions, plusieurs aides sociales seront réduites, les allocations pour les deuxième et troisième enfants supprimés, les traitements des fonctionnaires diminués.
Lors du vote de confiance du 10 août, le gouvernement remporte l'investiture de la Chambre des députés par 118 voix favorables, soit l'exacte majorité dont il dispose théoriquement.

### Coalition instable

#### Rupture progressive
Le 9 avril 2011, le ministre des Transports Vít Bárta, perçu comme le dirigeant informel d'Affaires publiques — dont le président est Radek John — remet sa démission après que des députés du parti l'ont accusé de leur avoir versé des pots-de-vin en échange de leur silence sur les conditions douteuses de financement du parti. Il est en outre soupçonné d'avoir espionné des personnalités politiques lorsqu'il dirigeait l'agence de détectives privés ABL, qu'il avait fondé. Sur proposition de Nečas, le président Klaus procède à un remaniement ministériel 12 jours plus tard qui voit notamment John abandonner le ministère de l'Intérieur au profit de l'officier de police Jan Kubice.
Le 22 avril, lendemain de ce remaniement et alors qu'Affaires publiques est secoué par une tentative de scission menée par la vice-présidente du gouvernement Karolína Peake, Petr Nečas annonce la rupture de la coalition au pouvoir pour le 27 avril, jour où un vote de confiance doit avoir lieu à la Chambre. Radek John annonce en réponse que VV a l'intention de se placer dans l'opposition, tandis que Peake déclare le 23 avril bénéficier de suffisamment de soutiens pour permettre le maintien de l'exécutif au pouvoir. Le jour du scrutin, les députés confirment le cabinet par 105 voix favorables sur 198, les dissidents de VV ayant voté en faveur de l'octroi de la confiance à Nečas sur la base d'un programme associant austérité budgétaire et baisses d'impôt pour favoriser la croissance. LIDEM – Libéraux démocrates (LIDEM), qui réunit les dissidents d'Affaires publiques, intègre alors le gouvernement avec ses compte huit députés.

#### Limogeages polémiques
Il annonce le 27 juin suivant le limogeage du ministre de la Justice Jiří Pospíšil, l'accusant de gérer « son budget de manière irresponsable », alors que l'ensemble des ministères réalisaient en parallèle des coupes budgétaires. Ce renvoi crée néanmoins une polémique, puisque Pospíšil avait récemment révoqué un haut responsable du ministère public peu enclin à agir contre les scandales de corruption et s'était dit prêt à le remplacer par une magistrate à la réputation sans faille à ce sujet. De même, la police venait récemment de demander, avec l'accord du ministère public, la levée de l'immunité de la députée Vlasta Parkanová, proche du ministre des Finances Miroslav Kalousek, plus proche allié du président du gouvernement,.
Il procède le 20 décembre suivant au renvoi de Karolína Peake du ministère de la Défense, une semaine seulement après l'y avoir nommée. Affirmant que sa « confiance n’est pas descendue à zéro, elle a atteint une valeur négative », il lui reproche d'avoir remplacé sans délai le vice-ministre de la Défense et le directeur général de l'Armement alors que, selon lui, le ministère de la Défense constitue « un ministère stable et opérationnel ». En représailles, la présidente de LIDEM annonce que son parti a l'intention de passer dans l'opposition d'ici trois semaines, avant de revenir sur cette décision. Elle est la treizième ministre à quitter l'exécutif en à peine deux ans et demi.

### Démission
Le 14 juin 2013, l'unité de lutte contre le crime organisé procède à l'arrestation de sept personnalités membres ou proches du Parti démocratique civique, dont la directrice de cabinet de la présidence du gouvernement Jana Nagyová, l'ancien président du groupe parlementaire Petr Tluchoř et l'ancien ministre de l'Agriculture Ivan Fuksa pour « abus de pouvoir et corruption ». Nečas réagit immédiatement en rejetant les appels à la démission émis par l'opposition, qu'il considère comme infondés,.
Finalement, il démissionne le 17 juin, après que Nagyová a été mise en examen et placée en détention provisoire, bien que la police confirme que le chef de l'exécutif était étranger aux manœuvres de sa collaboratrice. Présentée par la presse comme la maîtresse du président du gouvernement, elle est accusée par la justice d'avoir utilisé le service de renseignement militaire pour mener une filature illégale sur l'épouse de Nečas dont elle l'incitait fortement à se séparer. Le couple se trouve, lors des révélations, en instance de divorce.

## Après la politique
À la suite de son entretien avec le président de la République Miloš Zeman, Petr Nečas annonce sa volonté de mettre un terme à sa carrière politique, en renonçant immédiatement à la présidence de l'ODS puis en ne sollicitant pas le renouvellement de son mandat de parlementaire — qu'il compte conserver — après les prochaines élections législatives.
L'ODS confie alors sa direction par intérim à Martin Kuba et propose la présidente de la Chambre des députés Miroslava Němcová comme candidate à la présidence du gouvernement. Le 25 juin, Zeman rejette pourtant cette proposition au profit de l'économiste de centre gauche Jiří Rusnok, suscitant de vives réactions.

## Vie privée
Marié à Radka Nečasová, il est père de quatre enfants, nés de ce mariage : Ondřej, Tomáš, Tereza et Marie. Le couple se sépare en janvier 2013 et divorce en juin suivant. Nečas reconnaît le 13 juillet 2013 sa relation avec Jana Nagyová qu'il qualife de « solide » et qu'il a « ferme intention de poursuivre dans l'avenir ».